# The Harder They Come
The Harder They Come is een film uit 1972 onder regie van Perry Henzell. De Amerikaanse première was op 8 februari 1973, maar pas in 1975 brak de film echt door.
The Harder They Come was een low budget film. Het was de eerste Jamaicaanse speelfilm, met in de hoofdrol Jimmy Cliff. Deze speelt het personage Ivanhoe Martin, gebaseerd op een bekende Jamaicaanse crimineel uit de jaren-1940.
Behalve songs van Jimmy Cliff bevat de film ook muzikale bijdragen van Desmond Dekker en Toots and The Maytals. De soundtrack werd dan ook net als de film een groot succes. Henzell, die ook de productie deed, werd er op slag bekend mee en kreeg er een prijs voor op het filmfestival van Venetië.

## Rolverdeling
| Acteur              | Personage             |
| ------------------- | --------------------- |
| Jimmy Cliff         | Ivanhoe "Ivan" Martin |
| Janet Bartley       | Elsa                  |
| Carl Bradshaw       | Jose                  |
| Ras Daniel Heartman | Pedro                 |
| Basil Keane         | The Preacher          |
| Elijah Chambers     | Longa                 |
| Bob Charlton        | Hilton                |
| Volier Johnson      |                       |
| Winston Stona       | Ray Jones             |
| Lucia White         | moeder                |
| Leslie Kong         | ingenieur             |
| Prince Buster       | DJ                    |
| Beverly Anderson    | huisvrouw             |
| Clover Lewis        | marktvrouw            |
| Ed "Bim" Lewis      | fotograaf             |
| Bobby Loban         | Fitz                  |
| Joanne Dunn         | barmeid               |
| Adrian Robinson     | editor                |
| Don Topping         | DJ                    |
| Karl Leslie         | Freddie               |
| Sandra Redwood      | meisje                |
| Aston "Bam" Wynter  | Dronkaard             |
| Alton Ellis         |                       |
| Ulla Fraser         | Elsa's vriendin       |
| Carol Lawes         | Elsa's vriendin       |